# Catherine Rétoré
Catherine Rétoré est une actrice, metteuse en scène et musicienne française. Elle enseigne aujourd'hui la maîtrise de la physiologique profonde dans de nombreuses écoles.

## Biographie
Née dans l’univers du théâtre, fille de Guy Rétoré, Catherine Rétoré a suivi ses études au Conservatoire National Supérieur d’Art Dramatique de Paris. C'est là qu'elle rencontre Jean-Pierre Romond, trompettiste qui a une classe de maîtrise respiratoire.
Elle aborde les textes du répertoire classique et les textes contemporains sous la direction de nombreux metteurs en scène : Aline César, Jacques Lassalle, Jean-Louis Benoît, Marie-Hélène Dupont, Anne-Laure Liégeois, Philippe Adrien, Christophe Perton, Patrice Chéreau, Denis Llorca, etc.
Au cinéma et à la télévision, elle tourne avec Alain Tanner, Robin Davis, Philippe Arthuys, Sylvain Monod, Denis Llorca, Caroline Huppert, etc.
Musicienne, flûtiste, elle a écrit et mis en scène une biographie de Nadia Boulanger « 36 RUE BALLU, NADIA BOULANGER », un spectacle de théâtre musical où elle incarnait la musicienne et pédagogue. Elle prépare pour la saison 2020 un spectacle musical "La flûte enfantée" une l'œuvre de Claude Henry Joubert dans le cadre des Conservatoires de Noisy-Le-Sec, Tremblay-en-France et Bondy.
Catherine Rétoré a deux enfants nés de son union avec Denis Llorca, Sara Llorca comédienne et metteuse en scène, et  David Llorca paysagiste.
Elle a enseigné la respiration au Conservatoire National Supérieur d’Art Dramatique de Paris. Aujourd’hui elle dirige L'École de la Respiration Sandra-Romond.

### Formation
(juin 2021).
- 2013-2019 : Conservatoire de Musique de Noisy-Le-Sec, classe Flûte traversière : fin de 2e cycle avec Cécile Thobie, formation en cours
- 1977-2007 : Initiation à la maîtrise respiratoire avec Jean-Pierre Romond
- 1977-1980 : Conservatoire National Supérieur d’Art Dramatique de Paris, enseignements de Jean-Paul Roussillon, Jean-Pierre Miquel, Antoine Vitez et Jean-Pierre Romond
- 1971-1977 : Conservatoire Régional de Musique de Montreuil, classe de flûte traversière avec Jacques Castagnie

## Théâtre

### Mise en scène et écriture
- 2008 : Nadia Boulanger : 36 rue Ballu à La Péniche Opéra / La Criée

### Comédienne
- 2014 : Trouble dans la représentation, texte et mise en scène de Aline César, Théâtre du Lucernaire
- 2011 : La Dernière Leçon, texte de Noëlle Châtelet, mise en scène de Gérald Chatelain, Théâtre Athévains
- 2011 : Lettres de Calamity Jane à sa fille, mise en scène Gérald Chatelain, Théâtre du Lucernaire
- 2010 : Parlez moi d’amour, texte de Raymond Carver, mise en scène Jacques Lassalle, Vidy lausanne/TNP/l’Atalante
- 2008 : Nadia Boulanger:36 rue Ballu texte et mise en scène de Catherine Rétoré, Péniche Opéra/La Criée
- 2007 : Une belle journée , texte de Noëlle Renaude, mise en scène de Jean-Paul Sermadiras, Théâtre de Saint Cloud
- 2006 : Double Dimanche, texte de Sylvie Chenus, mise en scène Marie-Hélène Dupont, Théâtre de Clermont Ferrand
- 2003 : Victoria dans La trilogie de la Villégiature, texte de Goldoni, mise en scène de Jean- Louis Benoit, La Criée/festival d’Avignon/ Nanterre
- 2001 : Embouteillage, textes de 20 auteurs contemporains, mise en scène de Anne-Laure Liegeois, Festival d’Avignon/Festival d’Auriac
- 2001 : Goneril dans Le roi Lear, texte de William Shakespeare, mise en scène de Phillipe Adrien, La Tempête/ La Criée
- 1998 : Les Sincères, texte de Marivaux, mise en scène de Agathe Alexis, CDN de Bethune
- 1997 : Mon Isménie, texte d’Eugène Labîche, mise en scène de Christophe Perton, CDN de Valence/ Maison de la culture de Bourges
- 1995 : Du mariage au divorce, texte de Georges Feydeau Mise en scène de Alain Bézu, CDN de Rouen
- 1994 : Claudine dans Quadrille, texte de Sacha Guitry, mise en scène de Daniel Benoin, Théâtre Sylvia Monfort/ Théâtre de Nice
- 1993 : L’Heure du Lynx, texte de Per Olov Enquist, mise en scène de Jean-Louis Thamin, CDN de Bordeaux
- 1992 : Personnages avec passé, texte de Claude Bourgeyx, mise en scène de Jean-Louis Thamin, CDN de Bordeaux
- 1992 : Lumire dans Le pain dur, texte de Paul Claudel, mise en scène de Claude Yersin, CDN d’Angers
- 1991 : Eurydice dans Suréna, général des Spartes, texte de Corneille, mise en scène de Stéphane Verrue, Villeneuve D’ascq
- 1989 : Lucia Maubel dans La vie que je t’ai donnée, texte de Luigi Pirandello, mise en scène de Michel Dumoulin, Théâtre Hébertot
- 1988 : Jeanne dans L’alouette, texte de Jean Anouilh, Tréteaux de France
- 1987 : Morgane dans Les Chevaliers de la table ronde, d’ après Chrétien de Troyes, mise en scène Denis Llorca, CDN de Besançon
- 1986 : Peegen Mike dans Le baladin du monde occidental, texte de Synge, mise en scène de Alain Macé, CDN de Besançon
- 1984 : Le Sacre de la naissance, texte et mise en scène de Denis Llorca, CDN de Besançon
- 1983 : Juliette dans Roméo et Juliette, texte de William Shakespeare, mise en scène de Denis Llorca, CDN de Besançon
- 1982 : Lisaveta dans Les possédés, texte de Fédor Dostoïevski, mise en scène de Denis Llorca, Avignon/ Carcassonne
- 1981 : Solveig dans Peer Gynt, texte d’Henrik Ibsen, mise en scène de Patrice Chéreau, TNP/ Théâtre de la ville
- 1980 : Le Voyage sur la Lune de monsieur de Cyrano de Bergerac, texte et mise en scène de Denis Llorca, Théâtre de Créteil
- 1979 : Karen dans Une chambre pour enfant sage, texte de Didier Decoin Théâtre Tristan Bernard
- 1977 : Juliette dans Roméo et Juliette, texte de William Shakespeare, mise en scène de Denis Llorca, Théâtre Daniel Sorano

## Filmographie

### Cinéma
- 1976 : Les noces de sèves de Phillipe Arthuys
- 1978 : Messidor de Alain Tanner
- 1979 : La guerre des polices de Robin Davis
- 1983 : L’orage en colère brise la voix de la cascade de Denis Llorca
- 1989 : Les Chevaliers de la Table ronde de Denis Llorca
- 1990 : Léa de Christophe Debuisne
- 1997 : On a très peu d'amis de Sylvain Monod
- 2001 : Électroménager de Sylvain Monod

### Télévision
- 1980 : Une puce dans la fourrure de Jean-Pierre Prévost
- 1991 : Le droit d’aimer de Agnès Delarivene
- 1999 : Avocats et associés de Pierre Boutron
- 2001 : Le juge est une femme de Philippe Triboit
- 2003 : Julie Lescaut de Luc Goldenberg
- 2004 : Madame le Proviseur de Philippe Béranger
- 2007 : Enquêtes criminelles de Gérard Marx
- 2012 : Germaine Tillon[2] dans Djamila de Caroline Huppert